# Gemeinde Pagėgiai
Die Gemeinde Pagėgiai (litauisch Pagėgių savivaldybė) ist eine der sogenannten Neuen Selbstverwaltungsgemeinden (nauja savivaldybė) in Litauen ohne Zusatzbezeichnung. Sie umfasst außer ihrer Kernstadt Pagėgiai noch die kleine Stadt Panemunė, das Städtchen (miestelis) Vilkyškiai sowie 99 Dörfer. In der Gemeinde gibt es eine börsennotierte Aktiengesellschaft (AB) Vilkyškių pieninė (Molkerei) mit 564 Mitarbeitern (Stand 2016).

## Amtsbezirke

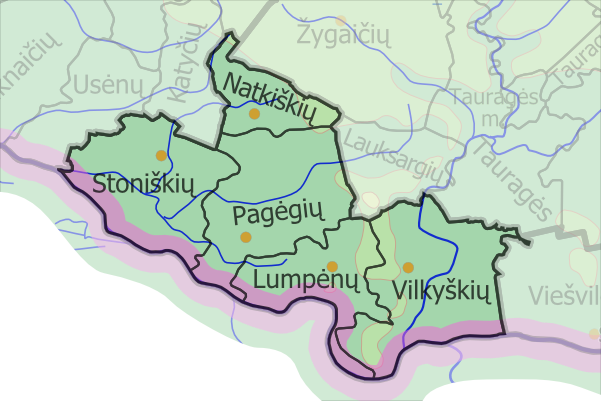
Die Amtsbezirke der Gemeinde Pagėgiai

Sie ist eingeteilt in fünf Amtsbezirke (seniūnijos).
- Lumpėnai
- Natkiškiai
- Pagėgiai
- Stoniškiai
- Vilkyškiai

## Geschichte
Im Jahr 1945 wurde der bis 1939 bestehende (Land)kreis Pogegen zunächst offenbar unverändert als Kreis Pagėgiai (Pagėgių apskritis) weitergeführt. Im Jahr 1947 wurden die beiden östlichen Amtsbezirke (valsčius) Viešvilė und Smalininkai zusammengelegt und an den Kreis Jurbarkas (Jurbarko apskritis) abgegeben. Im Jahr 1950 erfolgte gemäß der russischen Terminologie die Umwandlung des Kreises in einen Rajon. Damit einhergehend wurde der Rajon in 27 Umkreise (apylinkė) eingeteilt. Dabei wurde ein kleiner Gebietsstreifen aus dem Kreis Tauragė (Tauragės apskritis) dem Rajon Pagėgiai hinzugefügt (die Umkreise Margiškiai, Sartininkai und Trumpininkai), der im Jahr 1962 aber in den Rajon Tauragė zurückkehrte, als der Rajon Pagėgiai aufgelöst und größtenteils an den Rajon Šilutė angeschlossen wurde. Der Umkreis Lauksargiai wurde dabei ebenfalls an den Rajon Tauragė angeschlossen.
Als Nachfolgerin dieses Rajons lässt sich die Gemeinde Pagėgiai (Pagėgių savivaldybė) auffassen, die im Jahr 1999 (wieder) von der Rajongemeinde Šilutė abgetrennt wurde. Dabei verblieben die jetzigen Amtsbezirke Katyčiai und Usėnai bei der Rajongemeinde Šilutė.
2001 lebten dort 12.208 Einwohner.

## Personen
- Kęstas Komskis (* 1963), Politiker, Mitglied des Seimas, Parlamentsvizepräsident, ehemaliger Bürgermeister von Pagėgiai